# 嶺南大學圖書館

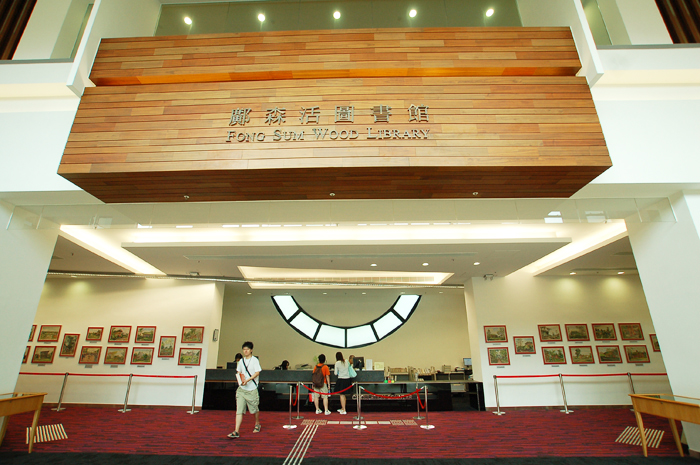
嶺南大學圖書館一樓流通部櫃檯

嶺南大學圖書館，又名鄺森活圖書館，位於嶺南大學校園正中央主樓。

## 簡介
圖書館以服務讀者為己任，每年訂購大量中、英文書籍、期刊及多媒體資料，並透過最新資訊科技，提供電子數據庫，電子期刊與及電子書，配合館際合作、資源共享的模式，有效快捷地滿足讀者的資訊需求。
1995年圖書館從港島搬到屯門新校舍，在1998年被命名為“鄺森活圖書館”。2003年進行擴建工程，從2005年9月開始，在原有樓層上加建的兩個樓層開始投入運作，總面積約4,200平方米。位於一樓的“蔣震資訊坊”提供一站式的服務，讓學生及教員在此進行研究和學習，創造新知識；二樓的“李克勤多媒體及語言學習中心”受惠於李克勤先生的慷慨捐助，進行了翻新及硬件提升的工程；新建的三樓提供了更多空間予日漸增加的館藏，也提供更多座位及電腦設施予讀者使用。四樓是圖書館辦公室。
該館早於1993年已進行圖書館自動化、網絡化，購置全文電子期刊系統，1995年已經自設圖書館網站，開始把圖書館資訊、圖書館服務、電子數據庫及全球互聯網的豐富資源結合起來。近年更積極把校內資訊數字化，建立多個嶺南大學網上數據庫。
現有工作人員37名，其中10名為專業館員。每週開放時間合共93小時。

## 建館時間
- 1967年（原館，位於灣仔司徒拔道）
- 1995年（現館，位於屯門兆康）
- 2005年（三樓及四樓擴建完成）
- 2008年（一樓及二樓翻新工程完成）
- 2009年（三樓增建兩個大型研習室）

## 館藏特色
自1968年建館以來，至今圖書館館藏已達到50多萬項，包括490,000多冊藏書、80,000多項多媒體資料、紙本期刊1,900多種，以及電子書946,000多本、電子期刊49,000多種及超過210個數據庫。館藏涵蓋多個博雅教育的範疇，包括文史哲、社會科學和商業管理。另外，圖書館又自建網上數據庫，如香港時事電視節目、嶺南通訊 （页面存档备份，存于）、嶺南學術期刊、博碩士論文、考試數據庫等。

## 特色服務
提供服務包括讀者教育、流動服務、資訊服務、電子指定參考資料及館際互借等。此外，圖書館又加入了“香港高校圖書聯網”，讀者可在網上預約8所大學合共11,000,000冊藏書，2個工作天內便能送抵指定圖書館，費用全免。

## 圖書館自動化
圖書館於1994年全面自動化，現時讀者可以透過互聯網連接圖書館網頁，全日24小時檢索各種資料庫及電子資源。

## 合作交流
該館積極參與及推動兩岸四地館際合作交流和資源共享。1993年與香港城市大學邵逸夫圖書館合建 “珠江三角洲特藏書庫”；1996年與香港各高校合作中文編目；1998年召開 “海峽兩岸圖書館資訊服務研討會”；1999年推動建立“香港中文名稱規範數據庫”(HKCAN)；2000年及2001年相繼舉辦「圖書館暑期研習班」及「暑期交流研討會」，促進內地與港澳圖書館人員培訓交流；另外亦在2003及2005年主辦「香港Innovative用戶協會會議」；在2012年主辦「JULAC Libraries Forum」。